# Acanthodactylus beershebensis
Acanthodactylus beershebensis е вид влечуго от семейство Гущерови (Lacertidae). Видът е критично застрашен от изчезване.

## Разпространение
Разпространен е в Израел и Палестина.